# 1984年の韓国シリーズ
1984年の韓国シリーズ

## 概要
1984年の韓国シリーズは、前期リーグ勝者の三星ライオンズと後期リーグ勝者のロッテ・ジャイアンツの間で9月30日から2-2-3の7戦4勝制で行われ、ロッテ・ジャイアンツが4勝3敗で優勝した。韓国シリーズでの4勝3敗の勝負はこれが初めてであり、以後2017年まで、このシリーズを含めて6度しか記録されていない。
この年の韓国シリーズは、さまざまなエピソードが交わって、今でも伝説の名勝負の一つとして語り継がれている。
1982年の準優勝の後、翌年4位に転落した三星ライオンズは、2年前の敵将であった金永徳（キム・ヨンドク）を優勝請負人として迎えて、2年前の敗退の雪辱を計った。
金永徳監督の下で三星は前期リーグを制覇、韓国シリーズの進出権を手にした。オールスター戦の後、開かれた後期リーグでは、韓国シリーズに備え、ペースを調節しつつ、後期リーグの行方を観望する戦略に出た。後期リーグはOBベアーズと前期リーグでは5位だったロッテ・ジャイアンツの争いになった。ここまで三星は年間対戦成績でOBに負け越していて、ロッテには勝ち越していた。そして、後期リーグ終盤ロッテとの直接対決が組まれていたが、ここでロッテが勝てば、後期リーグ優勝に向かって決定的に有利な立場に立つという試合だった。その試合で、三星は不可解な拙戦でロッテに大敗。世間から韓国シリーズの相手を選ぶための勝たせ試合の疑惑を持ち掛けられ、故意による敗退行為として論議を起こした。しかし、心証はあったものの、敗退行為の決定的な証拠はつかめず、そのままロッテが後期リーグを制覇。OBベアーズは年間成績で勝率1位でありながら、韓国シリーズに参加できない不運を味わった。
こういう世間の批判も知らないふりで備えたはずのシリーズの構想は、ロッテの崔東原（チェ・ドンウォン）という絶対的なエースの存在によって狂って、三星の期待とは違う方向に流された。崔東原は第1戦の完封勝利を皮切りに、チームとしての総合力の劣勢を1人の力でカバーして第6戦まで4試合に登板、3勝1敗の成績でシリーズをタイに持ち込んだ。特に第5戦の完投負けで王手を掛けられては、第6戦でリリーフで登板して勝利投手となり、中1日で最終戦の第7戦に先発登板。やはり6戦まで3勝を挙げていた三星の先発、金日融（キム・イリュン）と最後の対決に臨んだ。
相次ぐ登板で、崔東原は疲れを隠せず、6回まで4失点したのに対して中2日での登板だった金日融は1失点で、そのまま三星が初優勝を達成するかのように見えた。しかし、ロッテは7回に2点を追いつき、8回表の攻撃を迎えた。1死1、3塁のチャンスを作り、それまで韓国シリーズ20打数2安打と不振を極めた柳斗烈（ユ・ドゥヨル）が打席に立った。疲れを見せ始めた金日融を相手に柳斗烈はだれも予想できなかった逆転のホームランを放ち、試合は6対4で逆転。崔東原が9回までリードを保って、シリーズは劇的な形でロッテの優勝で幕を下ろした。
このシリーズでロッテのエースの崔東原は1人で5試合に登板して4勝を挙げる超人的な活躍を見せた。韓国シリーズで1人の投手が4勝を挙げるのは、2008年までこれが唯一であり、今も伝説のプレイとして語り次がれている。また、第7戦の敗戦投手である金日融も3勝をあげて、韓国シリーズで各チームがそれぞれ1人の投手によってチームの勝利を独り占めされるのも、このシリーズが唯一である。

しかし、シリーズのMVPは、シリーズを通して21打数でたった3安打を放ちながら、その3本目がシリーズを決定づける逆転ホームランだった柳斗烈が選ばれた。
その代わり、シリーズ4勝の崔東原はシリーズが終わって行われた記者投票で、公式戦で挙げた27勝とあわせて、首位打者、本塁打、打点の打撃3冠王だった三星の李萬洙（イ・マンス）を破って、シーズンMVPに選ばれた。
李萬洙は2006年まで唯一の記録で残った打撃3冠のタイトルを手にしながら、三星が後期リーグ後半で見せた疑惑の拙戦に、シリーズ敗退、首位打者のタイトルを獲らせるため見方投手陣が競争相手のロッテの洪文宗（ホン・ムンジョン）を9打席連続で敬遠するなど、さまざまな出来事が影響して打撃3冠王の偉業が評価されず、記者投票で敗れた。
ロッテ・ジャイアンツは後期リーグ勝者であったものの、公式戦の年間成績は50勝48敗2分けの勝率5割1分、勝利は全100試合中ちょうど半分で勝率でも勝ち数でも6チーム中4位であった。年間成績で4位チームのシリーズ進出と韓国シリーズ優勝はこれが初めてであり、4位チームの韓国シリーズ進出は1990年の三星ライオンズまで、韓国シリーズ優勝は1999年ハンファ・イーグルスまで起こらなかった。しかも、1990年の三星は7チーム中4位、1999年のハンファは8チーム中4位で、それぞれ1年中戦って、またプレイオフを勝ち抜いて、韓国シリーズに上がったもので、この年のロッテのように半年の勢いで優勝を手にしたという印象はなかった。
その反面、ロッテと後期リーグ優勝を争ったOBベアーズは年間成績で1位でありながら、優勝に挑戦するチャンスすら得られず、また前期リーグの優勝チームが制度を悪用して後期リーグの行方をコントロールできる可能性が現実化するなど、制度の穴が水面に浮かんだシリーズとなった。

これを受けて、韓国野球委員会は翌年の韓国シリーズの制度を変更した。しかし、この年の優勝を逃した三星ライオンズは、この失敗を反面教師に、翌年は前期リーグを優勝した後、さらに圧倒的な闘い振りで後期リーグまで優勝。これで、この年は韓国シリーズがなくなり、シーズン後半は全試合の消化試合化で興が覚めるなど問題点があらわになった。それで、その次の年、再び制度の改正が余儀なくされた。
一方、敗者の三星ライオンズは、敗退行為の疑惑を持ちかけられ批判されるまでして準備したつもりの韓国シリーズで敗退して、何も手にすることが出来なかった。翌年は韓国シリーズなしで優勝したものの、前述のように韓国シリーズの未開催でインパクトはいまひとつ。その後の韓国シリーズでも失敗だけ重ね、「総合力は優れるが、優勝できない球団」のイメージが付き纏い、優勝への願望が次第にトラウマ化していった。その結果、頻繁な監督交代、横暴に近い戦力補強などフロント陣の干渉と迷走が重なって、長い間チーム全体を苦しめることになった。三星が韓国シリーズでの優勝を経験するのは18年後の2002年のことだった。

## 試合結果

### 第1戦　9月30日・大邱市民運動場野球場
|                      | 1 | 2 | 3 | 4 | 5 | 6 | 7 | 8 | 9 | R |
| -------------------- | - | - | - | - | - | - | - | - | - | - |
| ロッテ・ジャイアンツ | 0 | 2 | 0 | 2 | 0 | 0 | 0 | 0 | 0 | 4 |
| 三星ライオンズ       | 0 | 0 | 0 | 0 | 0 | 0 | 0 | 0 | 0 | 0 |

1. 勝利：崔東原（チェ・ドンウォン、1-0）
2. 敗戦：金始眞（キム・シジン、0-1）
3. 本塁打
ロッテ：朴庸成（パク・ヨンソン、2回表、2ラン）

### 第2戦　10月1日・大邱市民運動場野球場
|                      | 1 | 2 | 3 | 4 | 5 | 6 | 7 | 8 | 9 | R |
| -------------------- | - | - | - | - | - | - | - | - | - | - |
| ロッテ・ジャイアンツ | 1 | 0 | 0 | 0 | 1 | 0 | 0 | 0 | 0 | 2 |
| 三星ライオンズ       | 1 | 0 | 2 | 0 | 1 | 0 | 4 | 0 | X | 8 |

1. 勝利：金日融（キム・イリュン、1-0）
2. 敗戦：安倉完（アン・チャンワン、0-1）
3. 本塁打
三星：張孝祚（チャン・ヒョジョ、3回裏、2ラン）

### 第3戦　10月3日・九徳野球場
|                      | 1 | 2 | 3 | 4 | 5 | 6 | 7 | 8 | 9  | R | H | E |
| -------------------- | - | - | - | - | - | - | - | - | -- | - | - | - |
| 三星ライオンズ       | 0 | 0 | 0 | 1 | 0 | 0 | 1 | 0 | 0  | 2 | 7 | 2 |
| ロッテ・ジャイアンツ | 1 | 1 | 0 | 0 | 0 | 0 | 0 | 0 | 1x | 3 | 6 | 0 |

1. 勝利：崔東原（2-0）
2. 敗戦：権永浩（クォン・ヨンホ、0-1）

### 第4戦　10月4日・九徳野球場
|                      | 1 | 2 | 3 | 4 | 5 | 6 | 7 | 8 | 9 | R |
| -------------------- | - | - | - | - | - | - | - | - | - | - |
| 三星ライオンズ       | 1 | 0 | 0 | 1 | 1 | 0 | 4 | 0 | 0 | 7 |
| ロッテ・ジャイアンツ | 0 | 0 | 0 | 0 | 0 | 0 | 0 | 0 | 0 | 0 |

1. 勝利：金日融（2-0）
2. 敗戦：任昊均（イム・ホギュン、0-1）
3. 本塁打
三星：鄭鉉発（チョン・ヒョンバル、7回表、ソロ）、宋一秀（ソン・イルス、7回表、2ラン）

### 第5戦　10月6日・蚕室野球場
|                      | 1 | 2 | 3 | 4 | 5 | 6 | 7 | 8 | 9 | R |
| -------------------- | - | - | - | - | - | - | - | - | - | - |
| ロッテ・ジャイアンツ | 0 | 0 | 0 | 0 | 1 | 1 | 0 | 0 | 0 | 2 |
| 三星ライオンズ       | 0 | 0 | 0 | 0 | 0 | 2 | 1 | 0 | X | 3 |

1. 勝利：金日融（3-0）
2. 敗戦：崔東原（2-1）
3. 本塁打
ロッテ：韓文延（ハン・ムニョン、5回表、ソロ）
三星：鄭鉉発（7回裏、ソロ）

### 第6戦　10月7日・蚕室野球場
|                      | 1 | 2 | 3 | 4 | 5 | 6 | 7 | 8 | 9 | R |
| -------------------- | - | - | - | - | - | - | - | - | - | - |
| 三星ライオンズ       | 0 | 0 | 1 | 0 | 0 | 0 | 0 | 0 | 0 | 1 |
| ロッテ・ジャイアンツ | 0 | 0 | 3 | 0 | 0 | 0 | 0 | 3 | X | 6 |

1. 勝利：崔東原（3-1）
2. 敗戦：金始眞(0-2）

### 第7戦　10月9日・蚕室野球場
|                      | 1 | 2 | 3 | 4 | 5 | 6 | 7 | 8 | 9 | R |
| -------------------- | - | - | - | - | - | - | - | - | - | - |
| ロッテ・ジャイアンツ | 0 | 0 | 1 | 0 | 0 | 0 | 2 | 3 | 0 | 6 |
| 三星ライオンズ       | 0 | 3 | 0 | 0 | 0 | 1 | 0 | 0 | 0 | 4 |

1. 勝利：崔東原（4-1）
2. 敗戦：金日融（3-1）
3. 本塁打
ロッテ：柳斗烈（ユ・ドゥヨル、8回表、3ラン）
三星：呉大錫（オ・デソク、6回裏、ソロ）

- ロッテ・ジャイアンツが4勝3敗で韓国シリーズ優勝
- MVP:　柳斗烈（ユ・ドゥヨル、外野手、ロッテ）21打数3安打、打率0.143、1本塁打、3打点